# Damernas linjelopp i landsvägscykling vid olympiska sommarspelen 2004
Damernas linjelopp i landsvägscykling vid olympiska sommarspelen 2004 avgjordes den 15 augusti 2004 i Aten.

## Medaljörer
| Event              | Guld                     | Silver                | Brons                    |
| Damernas linjelopp | Sara Carrigan Australien | Judith Arndt Tyskland | Olga Slyusareva Ryssland |

## Resultat
| Placering | Namn                           | Tid     |
| --------- | ------------------------------ | ------- |
| 1         | Sara Carrigan (AUS)            | 3:24:24 |
| 2         | Judith Arndt (GER)             | 3:24:31 |
| 3         | Olga Slyusareva (RUS)          | 3:25:03 |
| 4         | Oenone Wood (AUS)              | 3:25:03 |
| 5         | Nicole Cooke (GBR)             | 3:25:03 |
| 6         | Mirjam Melchers (NED)          | 3:25:06 |
| 7         | Joane Somarriba (ESP)          | 3:25:06 |
| 8         | Kristin Armstrong (USA)        | 3:25:06 |
| 9         | Edita Pučinskaitė (LTU)        | 3:25:10 |
| 10        | Jeannie Longo-Ciprelli (FRA)   | 3:25:23 |
| 11        | Susan Palmer-Komar (CAN)       | 3:25:37 |
| 12        | Olivia Gollan (AUS)            | 3:25:42 |
| 13        | Noemi Cantele (ITA)            | 3:25:42 |
| 14        | Anita Valen (NOR)              | 3:25:42 |
| 15        | Christine Thorburn (USA)       | 3:25:42 |
| 16        | Deirdre Demet-Barry (USA)      | 3:25:42 |
| 17        | Joanne Kiesanowski (NZL)       | 3:25:42 |
| 18        | Priska Doppmann (SUI)          | 3:25:42 |
| 19        | Zinaida Stahurskaya (BLR)      | 3:25:42 |
| 20        | Miho Oki (JPN)                 | 3:25:42 |
| 21        | Sharon Vandromme (BEL)         | 3:25:42 |
| 22        | Rachel Heal (GBR)              | 3:25:42 |
| 23        | Iryna Chuzhynova (UKR)         | 3:25:42 |
| 24        | Christiane Soeder (AUT)        | 3:25:42 |
| 25        | Trixi Worrack (GER)            | 3:25:42 |
| 26        | Tatiana Guderzo (ITA)          | 3:25:42 |
| 27        | Malgorzata Wysocka (POL)       | 3:25:42 |
| 28        | Barbara Heeb (SUI)             | 3:25:42 |
| 29        | Rasa Polikevičiūtė (LTU)       | 3:25:42 |
| 30        | Manon Jutras (CAN)             | 3:25:42 |
| 31        | Jolanta Polikevičiūtė (LTU)    | 3:25:42 |
| 32        | Edwige Pitel (FRA)             | 3:28:39 |
| 33        | Susanne Ljungskog (SWE)        | 3:28:39 |
| 34        | Eneritz Iturriaga Mazaga (ESP) | 3:28:39 |
| 35        | Evelyn García Marroquín (ESA)  | 3:28:39 |
| 36        | Nataliya Kachalka (UKR)        | 3:28:39 |
| 37        | Giorgia Bronzini (ITA)         | 3:28:39 |
| 38        | Nicole Brändli (SUI)           | 3:28:39 |
| 39        | Zulfiya Zabirova (RUS)         | 3:28:39 |
| 40        | Sonia Huguet (FRA)             | 3:30:30 |
| 41        | Miyoko Karami (JPN)            | 3:30:30 |
| 42        | Bogumila Matusiak (POL)        | 3:31:55 |
| 43        | Valentyna Karpenko (UKR)       | 3:33:35 |
| 44        | Zhang Yunjuan (CHN)            | 3:33:35 |
| 45        | Volha Hayeva (BLR)             | 3:33:35 |
| 46        | Belem Guerrero Méndez (MEX)    | 3:33:35 |
| 47        | Zhang Junying (CHN)            | 3:33:35 |
| 48        | Lene Byberg (NOR)              | 3:33:35 |
| 49        | Madeleine Lindberg (SWE)       | 3:33:35 |
| 50        | Maria Dolores Molina (GUA)     | 3:40:43 |
| 51        | Han Songhee (KOR)              | 3:40:43 |
| 52        | Martina Ruzickova (CZE)        | 3:40:43 |
| 53        | Linn Torp (NOR)                | 3:40:43 |
| 54        | Janildes Fernandes (BRA)       | 3:40:43 |
| 55        | Anriette Schoeman (RSA)        | 3:40:43 |
| 56        | Michelle Hyland (NZL)          | 3:40:43 |
| —         | Angela Brodtka (GER)           | DNF     |
| —         | Svetlana Bubnenkova (RUS)      | DNF     |
| —         | Dori Ruano (ESP)               | DNF     |
| —         | Anouska van der Zee (NED)      | DNF     |
| —         | Lyne Bessette (CAN)            | DNF     |
| —         | Leontien van Moorsel (NED)     | DNF     |
| —         | Camilla Larsson (SWE)          | DNF     |
| —         | Sara Symington (GBR)           | DNF     |
| —         | Melissa Holt (NZL)             | DNF     |
| —         | Lada Kozlikova (CZE)           | DNF     |
| —         | Maaris Meier (EST)             | DNF     |